# Federazione di pallamano della Francia
La Federazione di pallamano della Francia (fr: Fédération française de handball) è la federazione francese di pallamano.

È stata fondata nel 1941 ed è affiliata alla International Handball Federation ed alla European Handball Federation.

La federazione assegna ogni anno il titolo di campione di Francia e le coppe nazionali.

Controlla ed organizza l'attività delle squadre nazionali.

La sede amministrativa della federazione è a Créteil.

## Presidenti
| Anni      | Presidente               |
| --------- | ------------------------ |
| 1941-1946 | René Bouet               |
| 1946-1964 | Charles Petit-Montgobert |
| 1964-1982 | Nelson Paillou           |
| 1982-1996 | Jean-Pierre Lacoux       |
| 1996-2008 | André Amiel              |
| 2008-2020 | Joël Delplanque          |
| 2020-     | Philippe Bana            |

## Squadre nazionali
La federazione controlla e gestisce tutte le attività delle squadre nazionali francesi.
- Nazionale di pallamano maschile della Francia
- Nazionale di pallamano femminile della Francia

## Competizioni per club
La federazione annualmente organizza e gestisce le principali competizioni per club del paese.
- Campionato francese di pallamano maschile
- Campionato francese di pallamano femminile
- Coupe de France di pallamano maschile
- Coupe de France di pallamano femminile
- Coupe de la Ligue di pallamano maschile
- Coupe de la Ligue di pallamano femminile
- Trophée des champions